# Черня
Черня — річка в Росії й Україні, у Трубчевському й Шосткинському районах Брянської й Чернігівської областей. Права притока Знобівки (басейн Дніпра).

## Опис
Довжина річки 10 км., похил річки — 1,3 м/км. Площа басейну 84,8 км².

## Розташування
Бере початок в Росії на північному сході від Національного природного парку «Деснянсько-Старогутський». Тече переважно на південний захід понад Російсько-українським кордоном і на північному заході від Карпеченкового впадає у річку Знобівку, ліву притоку Рукава Десенка.